# Aeroportul McKinley National Park
Aeroportul McKinley National Park (IATA: MCL, ICAO: PAIN, FAA LID: INR) este un aeroport din Alaska, Statele Unite ale Americii ce deservește zona Denali Park⁠(d). Aeroportul a fost tranzitat în 2019 de 68 de pasageri.
Situat la o altitudine de 524 m, aeroportul dispune de 1 pistă.

## Infrastructură

### Piste
Aeroportul dispune de o singură pistă. Pista 16/34 are suprafața de pietriș și dimensiunile 3.000 picioare × 68 picioare. 